# Затиркевичі
Затиркевичі — кілька козацько-старшинських родів. Найвідомішим є козацько-старшинський, згодом — дворянський рід, що походить від Дмитра Нестеренка (р. н. невід. — 1708) — батуринського сотника (1691—1708), прихильника гетьмана І.Мазепи. 1708 під час облоги Батурина російськими військами був одним з керівників оборони міста. Після падіння Батурина захоплений та страчений за наказом князя О.Меншикова. Його нащадки посідали уряди (посади) військових товаришів і бунчукових товаришів. До цього роду належить Михайло Дмитрович (1831–93) — історик і правник, професор Ніжинського ліцею (1859–75), автор праці «О вліяніи борьбы между народами и сословіями на образованіе строя русскаго государства въ домонгольскій періодъ» (1874).
Рід внесено до 2-ї та 3-ї частини Родовідних книг Чернігівської губернії.
З іншого роду З. походить Юрій — чернігівський полковий суддя (1698—1707) та чернігівський наказний полковник (1704), який 1707 прийняв чернечий постриг під ім'ям Гедеон у Чернігівському Свято-Троїцькому Іллінському монастирі.
У ХІХ ст. представники роду Затиркевичів проживали в Прилуцькому повіті Полтавської губернії.